# Wahlkreise in Malta
Die Wahlen zum Repräsentantenhaus der Republik Malta erfolgt in 13 Wahlkreisen (Distrikten).

## Distrikt 1
- Valletta
- Floriana
- Ħamrun
- Teil von Marsa
- Pietà
- Teil von Santa Venera

## Distrikt 2
- Vittoriosa
- Senglea
- Cospicua
- Żabbar
- Kalkara
- Xgħajra

## Distrikt 3
- Żejtun
- Fgura
- Marsaskala

## Distrikt 4
- Gudja
- Għaxaq
- Marsa
- Paola
- Santa Luċija
- Tarxien

## Distrikt 5
- Birżebbuġa
- Kirkop
- Marsaxlokk
- Mqabba
- Qrendi
- Safi
- Żurrieq

## Distrikt 6
- Qormi
- Siġġiewi
- Luqa

## Distrikt 7
- Żebbuġ (Malta)
- Dingli
- Mġarr
- Mtarfa
- Rabat

## Distrikt 8
- Birkirkara
- Iklin
- Lija
- Teil von Santa Venera

## Distrikt 9
- Għargħur
- Msida
- San Ġwann
- Swieqi
- Ta’ Xbiex

## Distrikt 10
- Gżira
- Pembroke
- San Ġiljan
- Sliema

## Distrikt 11
- Mdina
- Attard
- Balzan
- Mosta

## Distrikt 12
- Mellieħa
- Naxxar
- San Pawl il-Baħar

## Distrikt 13
Dieser Distrikt umfasst die Inseln Gozo und Comino.
- Victoria
- Fontana
- Għajnsielem
- Għarb
- Għasri
- Kerċem
- Munxar
- Nadur
- Qala
- San Lawrenz
- Sannat
- Xagħra
- Xewkija
- Żebbuġ